# 根河

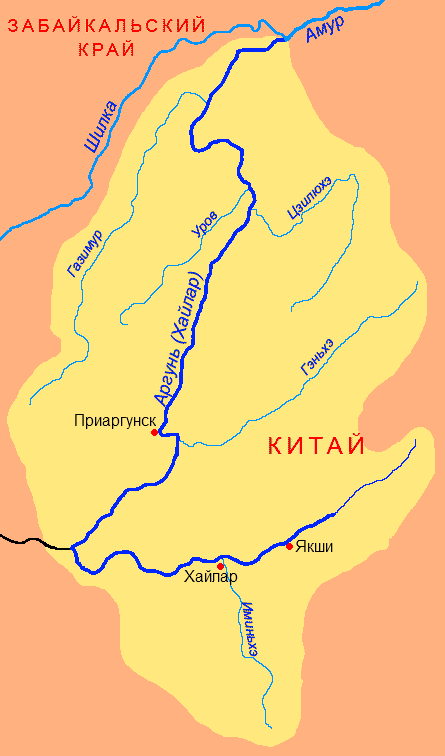
根河（Гэньхэ）

根河位於中国內蒙古自治區呼倫貝爾市，是额尔古纳河上游的一条支流，發源於根河市大興安嶺伊吉奇山西南侧，蜿蜒向西南流，至额尔古纳市北边形成湿地，于额尔古纳市黑山头镇西北汇入额尔古纳河。左岸有支流图里河、依根河。河长461千米，流域面积1.58万平方千米，河道平均比降1.5‰，年均径流量23.3亿立方米。
根河沿岸由於人口不多，開發破壞較少，兩岸地區至今仍是原始森林為主，有三千多種以上的野生植物生活。